# Will Benbow
 (janvier 2024).
Pour les articles homonymes, voir Benbow (homonymie).
William Fuse Benbow, dit Will Benbow, né le 15 octobre 1881 à Montgomery (Alabama) ou 1882 et mort le 18 novembre 1950, est un artiste de vaudeville américain, directeur de la compagnie de tournée Alabama Chocolate Drops et « un pionnier du divertissement de vaudeville noir dans les États du Sud au début du XXe siècle ».

## Biographie
Benbow est né à Montgomery, en Alabama, en 1881 ou 1882 bien qu'il ait, selon les archives, donné des dates allant jusqu'à 1887. Il commence à se produire dans des spectacles de vaudeville noir en tournée en 1899 et, en 1902, il rejoint les Allen's Minstrels à Birmingham, en tant que chanteur et danseur. Il se marie et s'associe à Jelly Roll Morton, formant un petit road show avec Morton vers 1906.
L'année suivante, il crée la Will Benbow's Chocolate Drops Company à Pensacola, en Floride. La compagnie, qui tourne également sous le nom d'Alabama Chocolate Drops, comprend Benbow et son épouse Alberta, Morton, ainsi que le pianiste et chef d'orchestre Frank Rachel. En 1909, le groupe s'élargit pour inclure le chanteur, pianiste et comédien Butler « Stringbeans » May et la chanteuse Ma Rainey. La compagnie effectue de nombreuses tournées, dans le Nord et à New York ainsi que dans les États du Sud, et Jelly Roll Morton reste dans la compagnie jusqu'en 1911. À ce moment-là, il se remarie avec la chanteuse Edna Landry (née Landreaux, 1895 – 1925). Ils se séparent au milieu des années 1910 et elle enregistre plus tard sous le nom d'Edna Hicks pour diverses maisons de disques à Chicago.
En 1916, Benbow crée une nouvelle compagnie, Beans and Benbow's Big Vaudeville Review, avec Butler « Stringbeans » May, qui est alors l'un des plus grands artistes noirs du pays. Le groupe compte quinze artistes, mais se sépare en début 1917. Benbow est embauché pour diriger un autre groupe de tournée, C. W. Park's Coloured Aristocrats, mettant initialement également en vedette May, qui meurt quelques mois plus tard. Benbow  continue à se produire dans des spectacles de vaudeville. En 1918, il vit à Washington et déménage en 1920, à Memphis. En 1925 et 1926, il produit un spectacle, Get Happy, avec une troupe de dix-huit artistes, à Macon, en Géorgie.
À partir des années 1930, il vit à Indianapolis, où il devient maître de cérémonie dans une discothèque, le Cotton Club,. Il meurt à Indianapolis en 1950, d'un cancer de la prostate.